# Lehnheim
Lehnheim ist ein Stadtteil von Grünberg im mittelhessischen Landkreis Gießen.

## Geographie
Lehnheim liegt nordöstlich von Grünberg im Vorderen Vogelsberg am Äschersbach, der südlich des Ortes entspringt. Durch den Ort führt die Landesstraße 3072; die Bundesstraße 49 verläuft im Süden. Dort führt auch die Bahnstrecke Gießen–Fulda vorbei.

## Ortsgeschichte

### Mittelalter
Die schriftliche Ersterwähnung des Orts erfolgte um 1350: Lenhan im Kopialbuch des Stifts St. Johann in Mainz. In der gleichen Zeit, zwischen 1340 und 1351, wird der Ort erneut genannt: „... Item in Lenheym“. Ein Akteneintrag aus dem 15. Jahrhundert lautet: „Leenheym“. In einem Salbuch findet sich 1589 der Name: „Lennheim“.
Der Ortsname wird in der Namensforschung als „Siedlung am Abhang“ gedeutet.
Das ahd. Wort „lina“, mhd. „lene“ wird als Abhang, aber auch Rückenlehne erklärt.
Der Ort lag an der Kurzen Hessen, einer wichtigen Handelsstraße von Mainz über Gießen nach Eisenach.

### Neuzeit
In Ortsnähe wurde früher Eisenerz abgebaut. Die erste Schule wurde 1783 erbaut. In der 1954 neu errichteten Schule befindet sich heute der Kindergarten.
Die Statistisch-topographisch-historische Beschreibung des Großherzogthums Hessen berichtet 1830 über Lehnheim:

„Lehnheim (L. Bez. Grünberg) evangel. Filialdorf; liegt 1⁄2 St. von Grünberg, hat 59 Häuser und 321 Einwohner, die alle evangelisch sind. Die Einwohner gehören alle zum Bauernstand.“

Im Wettbewerb Unser Dorf soll schöner werden konnte der Ort mehrfach Preise erringen.
Hessische Gebietsreform (1970–1977)
Im Zuge der Gebietsreform in Hessen wurde die bis dahin selbständige Gemeinde Lehnheim zum 31. Dezember 1971 auf freiwilliger Basis in die Stadt Grünberg eingegliedert. Für Lehnheim sowie für alle ehemals eigenständigen Gemeinden von Grünberg und die Kernstadt wurde je ein Ortsbezirk m gebildet.

### Verwaltungsgeschichte im Überblick
Die folgende Liste zeigt die Staaten, in denen Lehnheim lag, und deren Verwaltungseinheiten, denen es unterstand:
- vor 1567: Heiliges Römisches Reich, Landgrafschaft Hessen
- ab 1567: Heiliges Römisches Reich, Landgrafschaft Hessen-Marburg, Amt Grünberg[14]
- 1604–1648: Heiliges Römisches Reich, strittig zwischen Landgrafschaft Hessen-Darmstadt und Landgrafschaft Hessen-Kassel (Hessenkrieg)
- ab 1604: Heiliges Römisches Reich, Landgrafschaft Hessen-Darmstadt, Oberfürstentum Hessen, Amt Grünberg[15]
- ab 1806: Großherzogtum Hessen,[Anm. 1] Fürstentum Ober-Hessen, Amt Grünberg[16][17]
- ab 1815: Großherzogtum Hessen, Provinz Oberhessen, Amt Grünberg[18]
- ab 1821: Großherzogtum Hessen, Provinz Oberhessen, Landratsbezirk Grünberg[Anm. 2]
- ab 1832: Großherzogtum Hessen, Provinz Oberhessen, Kreis Grünberg
- ab 1848: Großherzogtum Hessen, Regierungsbezirk Gießen
- ab 1852: Großherzogtum Hessen, Provinz Oberhessen, Kreis Grünberg
- ab 1867: Norddeutscher Bund,[Anm. 3] Großherzogtum Hessen, Provinz Oberhessen, Kreis Grünberg
- ab 1871: Deutsches Reich, Großherzogtum Hessen, Provinz Oberhessen, Kreis Grünberg
- ab 1874: Deutsches Reich, Großherzogtum Hessen, Provinz Oberhessen, Kreis Alsfeld
- ab 1918: Deutsches Reich (Weimarer Republik), Volksstaat Hessen, Provinz Oberhessen, Kreis Alsfeld
- ab 1938: Deutsches Reich, Volksstaat Hessen, Landkreis Alsfeld[19][Anm. 4]
- ab 1945: Amerikanische Besatzungszone,[Anm. 5] Groß-Hessen, Regierungsbezirk Darmstadt, Landkreis Alsfeld
- ab 1946: Amerikanische Besatzungszone, Hessen, Regierungsbezirk Darmstadt, Landkreis Alsfeld
- ab 1949: Bundesrepublik Deutschland, Hessen, Regierungsbezirk Darmstadt, Landkreis Alsfeld
- ab 1972: Bundesrepublik Deutschland, Hessen, Regierungsbezirk Darmstadt, Vogelsbergkreis, Stadt Grünberg[Anm. 6]
- ab 1981: Bundesrepublik Deutschland, Hessen, Regierungsbezirk Gießen, Vogelsbergkreis, Stadt Grünberg

### Recht

#### Materielles Recht
In Lehnheim galt der Stadt- und Amtsbrauch von Grünberg als Partikularrecht. Das Gemeine Recht galt nur, soweit der Amtsbrauch keine Bestimmungen enthielt. Dieses Sonderrecht alten Herkommens behielt seine Geltung auch während der Zugehörigkeit zum Großherzogtum Hessen im 19. Jahrhundert, bis es zum 1. Januar 1900 von dem einheitlich im ganzen Deutschen Reich geltenden Bürgerlichen Gesetzbuch abgelöst wurde.

#### Gerichtsverfassung seit 1803
In der Landgrafschaft Hessen-Darmstadt wurde mit Ausführungsverordnung vom 9. Dezember 1803 das Gerichtswesen neu organisiert. Für die Provinz Oberhessen wurde das Hofgericht Gießen als Gericht der zweiten Instanz eingerichtet. Die Rechtsprechung der ersten Instanz wurde durch die Ämter bzw. Standesherren vorgenommen und somit war für Lehnheim das „Amt Grünberg“ zuständig. Nach der Gründung des Großherzogtum Hessen 1806 wurden die Aufgaben der ersten Instanz 1821 im Rahmen der Trennung von Rechtsprechung und Verwaltung auf die neu geschaffenen Landgerichte übertragen. „Landgericht Grünberg“ war daher von 1821 bis 1879 die Bezeichnung für das erstinstanzliche Gericht, das für Lehnheim zuständig war.
Anlässlich der Einführung des Gerichtsverfassungsgesetzes mit Wirkung vom 1. Oktober 1879, infolge derer die bisherigen großherzoglichen Landgerichte durch Amtsgerichte an gleicher Stelle ersetzt wurden, während die neu geschaffenen Landgerichte nun als Obergerichte fungierten, kam es zur Umbenennung in „Amtsgericht Grünberg“ und Zuteilung zum Bezirk des Landgerichts Gießen. Am 1. Juli 1968 erfolgte die Auflösung des Amtsgerichts Grünberg, und Lehnheim wurde dem Amtsgericht Alsfeld zugelegt.

## Bevölkerung

### Einwohnerstruktur 2011
Nach den Erhebungen des Zensus 2011 lebten am Stichtag dem 9. Mai 2011 in Lehnheim 741 Einwohner. Darunter waren 18 (2,4 %) Ausländer. Nach dem Lebensalter waren 123 Einwohner unter 18 Jahren, 233 zwischen 18 und 49, 150 zwischen 50 und 64 und 135 Einwohner waren älter. Die Einwohner lebten in 297 Haushalten. Davon waren 66 Singlehaushalte, 96 Paare ohne Kinder und 105 Paare mit Kindern, sowie 24 Alleinerziehende und 9 Wohngemeinschaften. In 63 Haushalten lebten ausschließlich Senioren und in 198 Haushaltungen lebten keine Senioren.

### Einwohnerentwicklung
| • 1806: | 311 Einwohner, 55 Häuser           |
| • 1829: | 321 Einwohner, 59 Häuser           |
| • 1867: | 300 Einwohner, 59 bewohnte Gebäude |
| • 1875: | 361 Einwohner, 70 bewohnte Gebäude |

| Lehnheim: Einwohnerzahlen von 1791 bis 2020 | Lehnheim: Einwohnerzahlen von 1791 bis 2020 | Lehnheim: Einwohnerzahlen von 1791 bis 2020 | Lehnheim: Einwohnerzahlen von 1791 bis 2020 | Lehnheim: Einwohnerzahlen von 1791 bis 2020 |
| --- | ------------------------------------------- | ------------------------------------------- | ------------------------------------------- | ------------------------------------------- |
| Jahr |                                             |                                             |                                             | Einwohner                                   |
| 1791 | 1791                                        |                                             | 239                                         | 239                                         |
| 1800 | 1800                                        |                                             | 277                                         | 277                                         |
| 1806 | 1806                                        |                                             | 311                                         | 311                                         |
| 1829 | 1829                                        |                                             | 321                                         | 321                                         |
| 1834 | 1834                                        |                                             | 350                                         | 350                                         |
| 1840 | 1840                                        |                                             | 365                                         | 365                                         |
| 1846 | 1846                                        |                                             | 392                                         | 392                                         |
| 1852 | 1852                                        |                                             | 453                                         | 453                                         |
| 1858 | 1858                                        |                                             | 360                                         | 360                                         |
| 1864 | 1864                                        |                                             | 333                                         | 333                                         |
| 1871 | 1871                                        |                                             | 368                                         | 368                                         |
| 1875 | 1875                                        |                                             | 361                                         | 361                                         |
| 1885 | 1885                                        |                                             | 340                                         | 340                                         |
| 1895 | 1895                                        |                                             | 306                                         | 306                                         |
| 1905 | 1905                                        |                                             | 305                                         | 305                                         |
| 1910 | 1910                                        |                                             | 345                                         | 345                                         |
| 1925 | 1925                                        |                                             | 370                                         | 370                                         |
| 1939 | 1939                                        |                                             | 362                                         | 362                                         |
| 1946 | 1946                                        |                                             | 501                                         | 501                                         |
| 1950 | 1950                                        |                                             | 497                                         | 497                                         |
| 1956 | 1956                                        |                                             | 528                                         | 528                                         |
| 1961 | 1961                                        |                                             | 519                                         | 519                                         |
| 1967 | 1967                                        |                                             | 532                                         | 532                                         |
| 1970 | 1970                                        |                                             | 577                                         | 577                                         |
| 1980 | 1980                                        |                                             | ?                                           | ?                                           |
| 1987 | 1987                                        |                                             | 637                                         | 637                                         |
| 2003 | 2003                                        |                                             | 765                                         | 765                                         |
| 2011 | 2011                                        |                                             | 741                                         | 741                                         |
| 2016 | 2016                                        |                                             | 711                                         | 711                                         |
| 2020 | 2020                                        |                                             | 734                                         | 734                                         |
| Datenquelle: Historisches Gemeindeverzeichnis für Hessen: Die Bevölkerung der Gemeinden 1834 bis 1967. Wiesbaden: Hessisches Statistisches Landesamt, 1968. Weitere Quellen: LAGIS; Ab 1970: Stadt Grünberg:; Zensus 2011 |                                             |                                             |                                             |                                             |

### Historische Religionszugehörigkeit
| • 1829: | 321 evangelische (= 100 %) Einwohner                              |
| • 1961: | 439 evangelische (= 84,59 %) 76 katholische (= 14,64 %) Einwohner |

## Politik
Für den Stadtteil Lehnheim besteht ein Ortsbezirk (Gebiete der ehemaligen Gemeinde Lehnheim) mit Ortsbeirat und Ortsvorsteher nach der Hessischen Gemeindeordnung.
Der Ortsbeirat besteht aus neun Mitgliedern. Bei den Kommunalwahlen in Hessen 2021 betrug die Wahlbeteiligung zum Ortsbeirat 56,30 %. Alle Kandidaten gehörten der „Gemeinschaftsliste Lehnheim“ an. Der Ortsbeirat wählte Birgit Otto zur Ortsvorsteherin.

## Vereine
Mehrere Vereine bestimmen das kulturelle Dorfleben:
- Frauenhilfe Lehnheim
- Freiwillige Feuerwehr Lehnheim
- Gesangverein Liederkranz
- Hopfen- und Teeverein
- Jugend- und Sportverein
- Landfrauen Lehnheim/Stangenrod
- Motorradfreunde Lehnheim
- Obst- und Gartenbauverein
- Skatclub Kreuz Bube
- Theatergruppe Lehnheim
- Wanderfreunde Gipfelstürmer